# Così in cielo come in terra
Così in cielo come in terra (Así en el cielo como en la tierra) è un film del 1995 diretto da José Luis Cuerda.

## Trama
Dio decide di inviare un nuovo messia sulla Terra, ma Gesù Cristo non la vede in questo modo e decide di organizzare l'Apocalisse.

## Riconoscimenti
- 1996 - Festival Internacional de Cinema de Comèdia de Peníscola
  - Miglior sceneggiatura a José Luis Cuerda
- 1996 - Premio Goya
  - Miglior attore non protagonista a Luis Ciges[1]